# Urup
Urup (tiếng Nga: Уруп; tiếng Nhật: 得抚岛) là một hoang đảo gồm 4 núi lửa gần đảo cực nam của quần đảo Kuril, đảo nằm trong biển Okhotsk ở phía tây bắc Thái Bình Dương. Tên của đảo có nguồn gốc từ tiếng Ainu có nghĩa là cá hồi.

## Địa lý
Urup có một hình dạng gần giống hình chữ nhật, dài 120 km (75 dặm) rộng khoảng 20 km (12 dặm). Đây là đảo lớn thứ tư của quần đảo Kurile, với diện tích 1430 km² Điểm cao nhất là Gora Ivao (1.426 mét (4.678 ft)). Eo biển giữa Urup và Iturup được gọi là eo biển Vries, sau khi nhà thám hiểm người Hà Lan Maarten Gerritsz Vries, người châu Âu đầu tiên được ghi nhận đã thám hiểm khu vực. Các eo biển giữa Urup và Simushir được gọi là eo biển Boussole, tiếng Pháp nghĩa là "la bàn". Thủy thủ Pháp đã khám phá ra khu vực của quần đảo Kuril vào năm 1787.
Urup bao gồm bốn nhóm núi lửa chính hiện không hoạt đọng hoặc đã tuyệt chủng:
- Nhóm Kolokol (tiếng Nhật: 得撫富士, đã Latinh hoá: Uruppu-Fuji), với cao độ 1.328 mét (4.357 ft) hoạt động gần nhất vào năm 1973.
- Rudakov (tiếng Nhật: 台場山, đã Latinh hoá: Daiba-zan), với cao độ 524 mét (1.719 ft) và rộng 700 mét, miệng núi lửa là một hồ nước rộng 300 mét
- Tri Sestry (tiếng Nga: Три сестры;tiếng Nhật: 硫黄山, đã Latinh hoá: Io-zan), với cao độ 998 mét (3.274 ft) có các khe núi sâu và suối nước nóng
- Gora Ivao (tiếng Nhật: 白妙山, đã Latinh hoá: Shiratae-zan), với cao độ 1.426 mét (4.678 ft) là đỉnh cao nhất trên đảo.